# The Pleasure Principle
För andra betydelser, se The Pleasure Principle (olika betydelser).
The Pleasure Principle är ett album med det svenska rockbandet Treat. Denna hårdrocksmelodiska skiva kom 1986 och var bandets andra släpp. Några låtar på den som blivit populära är "Rev It Up", "Fallen Angel", "Strike Without a Warning" och "Ride Me High".

## Låtlista
1. "Rev It Up"
2. "Waiting Game"
3. "Love Stroke"
4. "Eyes on Fire"
5. "Take My Hand"
6. "Fallen Angel"
7. "Caught in the Line of Fire"
8. "Strike Without a Warning"
9. "Ride Me High"
10. "Steal Your Heart Away"
11. "Rev It Up" (Live) (Bonus Track)